# A volte ritornano
A volte ritornano (Night Shift) è la prima antologia di racconti di Stephen King. La maggior parte delle storie brevi più vecchie di King è stata inclusa in questa collezione.

## Il libro-raccolta
La raccolta fu pubblicata nel 1978 sulla scia di Shining e fu il quinto libro pubblicato da King (incluso Ossessione edito con lo pseudonimo Richard Bachman). La maggior parte delle storie apparve sulla rivista Cavalier tra il 1970 e il 1975, altre furono pubblicate originariamente su Penthouse, Cosmopolitan, Gallery e Maine Magazine tra il 1976 e il 1977 mentre quelle più vecchie a livello editoriale furono pubblicate sulla rivista Ubris tra il 1968 e il 1969. I racconti Jerusalem's Lot, Quitters, Inc., L'ultimo piolo e La donna nella stanza apparvero come inediti in questo libro.
L'introduzione fu scritta da uno degli autori preferiti di King, John D. MacDonald.
A volte ritornano è anche il primo libro in cui King scrive una prefazione, nella quale si presenta velocemente e si rivolge direttamente al lettore: «Parliamo, io e te. Parliamo della paura». Il registro amichevole e colloquiale in cui è scritta la prefazione diventerà una caratteristica distintiva dello stile di King, specialmente nelle raccolte di racconti e nei due saggi. King conclude la prefazione con un "invito" che diventerà familiare ai suoi lettori più fedeli: «... è ancora buio e sta piovendo... C'è qualcosa che ti voglio mostrare, qualcosa che voglio che tu tocchi. È una stanza non lontano da qui, infatti, è vicina quanto la prossima pagina. Partiamo?»

## Elenco racconti e precedenti pubblicazioni
I 20 racconti che costituiscono la raccolta sono in parte inediti e in parte già pubblicati su diverse riviste e in varie edizioni e formati, in un arco di tempo dal 1968 al 1977.
| nº | Titolo italiano            | Titolo originale            | Pubblicazione originale | Data della pubblicazione originale |
| -- | -------------------------- | --------------------------- | ----------------------- | ---------------------------------- |
| 1  | Jerusalem's Lot            | Jerusalem's Lot             | inedito                 | inedito                            |
| 2  | Secondo turno di notte     | Graveyard Shift             | Cavalier                | ottobre 1970                       |
| 3  | Risacca notturna           | Night Surf                  | Ubris                   | primavera 1969                     |
| 4  | Io sono la porta           | I Am the Doorway            | Cavalier                | marzo 1971                         |
| 5  | Il compressore             | The Mangler                 | Cavalier                | dicembre 1972                      |
| 6  | Il baubau                  | The Boogeyman               | Cavalier                | marzo 1973                         |
| 7  | Materia grigia             | Gray Matter                 | Cavalier                | ottobre 1973                       |
| 8  | Campo di battaglia         | Battleground                | Cavalier                | settembre 1972                     |
| 9  | Camion                     | Trucks                      | Cavalier                | giugno 1973                        |
| 10 | A volte ritornano          | Sometimes They Come Back    | Cavalier                | marzo 1974                         |
| 11 | Primavera da fragole       | Strawberry Spring           | Ubris                   | autunno 1968                       |
| 12 | Il cornicione              | The Ledge                   | Penthouse               | luglio 1976                        |
| 13 | La falciatrice             | The Lawnmower Man           | Cavalier                | maggio 1975                        |
| 14 | Quitters, Inc.             | Quitters, Inc.              | inedito                 | inedito                            |
| 15 | So di che cosa hai bisogno | I Know What You Need        | Cosmopolitan            | settembre 1976                     |
| 16 | I figli del grano          | Children of the Corn        | Penthouse               | marzo 1977                         |
| 17 | L'ultimo piolo             | The Last Rung on the Ladder | inedito                 | inedito                            |
| 18 | L'uomo che amava i fiori   | The Man Who Loved Flowers   | Gallery                 | agosto 1977                        |
| 19 | Il bicchiere della staffa  | One for the Road            | Maine                   | marzo/aprile 1977                  |
| 20 | La donna nella stanza      | The Woman in the Room       | inedito                 | inedito                            |

## Opere contenute

### Jerusalem's Lot
La storia si apre con l'arrivo di Charles Boone e del suo domestico Calvin McCann a Chapelwaite, dove i due si sono appena trasferiti in una vecchia casa di proprietà del cugino di Charles, Stephen. Stephen lascia la proprietà a Charles in apparente buono stato, tentando di riparare una vecchia crepa tra i due lati della famiglia. Durante una commissione, Calvin scopre che molti in città li credono pazzi per essersi trasferiti in quel posto. La casa si dice maledetta, con una strana storia di eventi raccapriccianti, e rumori strani all'interno dei muri (che Charles attribuisce ai topi).
In uno scomparto nascosto della libreria, Calvin scopre una vecchia mappa di una vicina città deserta chiamata Jerusalem's Lot, un'area misteriosa che gli abitanti evitano. Segnata sulla mappa c'è una chiesa, con l'etichetta "il verme che corrompe". La curiosità è tanta, e Charles e Calvin decidono di esplorarne i resti. Trovano il villaggio in uno stato disastroso, ed è chiaro che nessuno vi ha messo piede dopo l'abbandono; niente saccheggiatori, ricercatori o bambini, ma neanche uccelli o ragni. Non appena Charles e Calvin esplorano la chiesa, trovano un'immagine sacrilega della Madonna con Bambino e una croce rovesciata (croce di San Pietro). Sul pulpito trovano un libro scritto con rune druidiche e in latino, intitolato De Vermis Mysteriis ("I misteri del verme"). Quando Charles tocca il libro, la chiesa viene scossa e i due sentono qualcosa di gigante muoversi nel suolo, sotto di loro. Il demone li spaventa e fuggono dalla città.
Più tardi, in città, Charles scopre che (come i suoi parenti prima di lui) è temuto e maledetto da tutti, al punto da essere cacciato da una casa con pietre e armi. Charles si informa dalla ex-donna delle pulizie riguardo alle connessioni tra la sua casa e la cittadina di Jerusalem's Lot. La donna cita numerosi atti demoniaci accaduti dal momento in cui ha preso residenza a Chapelwaite, come un bimbo nato senza occhi. Gli consiglia di andarsene. Gli viene detto che la faida familiare fu causata da Robert Boone, il nonno di Charles, che tentò di rubare il De Vermis Mysteriis al fratello Philip, probabilmente per distruggerlo. Racconta che Philip era un pastore fortemente attratto dall'occulto, così tanto che "il segno del male era su di lui". Il 31 ottobre 1789, Philip Boone sparì insieme alla popolazione di Jerusalem's Lot. Charles tenta di far passare tutto per superstizione, ma non riesce a dimenticare quello che ha visto nella chiesa della città abbandonata.
Un mattino, mentre Charles sta dormendo, Calvin scopre un diario nella biblioteca. Rompe il lucchetto ma scopre una scrittura cifrata. Prima di poterlo esaminare ulteriormente, Charles entra. Stanco dei rumori che arrivano dai muri, Charles chiede a Calvin di entrare con lui in cantina alla ricerca dei topi. Passano due giorni prima che Charles si sia ripreso abbastanza da descrivere quello che vi ha trovato: due suoi parenti morti gli sono apparsi, Marcella e Randolph Boone. Li riconosce subito come zombie. I due uomini fuggono e Calvin blocca immediatamente la porta che conduce al seminterrato.
Nel frattempo, mentre Charles si riprende, Calvin continua a cercare indizi. Alla fine scopre la chiave per la cifratura del diario. Con essa, riesce a interpretarlo e presenta le sue scoperte a Charles. Il diario contiene la storia di Jerusalems's Lot e la raccolta di avvenimenti che nel 1789 portò al suo abbandono. La città fu fondata da uno dei suoi progenitori, James Boon, capo di una setta di stregoni e incestuosi che si separò dai Puritani. Il libro spiega anche come, molti anni dopo, Philip e Robert Boone tornarono in quell'area, come Philip fu conquistato dal culto di Jerusalem's Lot, e come si impossessò del De Vermis Mysteriis. Philip impazzì e tormentò la città di Preacher's Corners. Si dice che Philip Boone abbiano usato il libro per chiamare qualche forma di vita soprannaturale. Il diario termina qui.
Charles è tentato di tornare a Jerusalem's Lot, e mentre Calvin fa del suo meglio per evitarlo, lo accompagna al villaggio. Tornando alla chiesa, scoprono un agnello macellato sull'altare, proprio sopra il De Vermis Mysteriis. Charles sposta l'agnello e prende il libro, con l'intenzione di distruggerlo, ma la chiesa si anima di spiriti maligni, inclusi quelli di James Boone e Philip. Charles viene posseduto e inizia a cantare, invocando il Verme. Calvin lo mette al tappeto, rischiarandogli la mente, e Charles tenta di dare fuoco al libro. Il verme gigante si libera, uccidendo Calvin, e se ne va. Prima che Charles possa recuperare il corpo dell'amico, James Boone emerge dal buco lasciato dal verme e Charles fugge dalla città.
Nella lettera finale, Charles annuncia la sua intenzione di suicidarsi, uccidendo così l'ultimo esponente della famiglia Boone e la sua connessione con Jerusalem's Lot. Il libro termina con una nota dell'editore che attribuisce le lettere di Charles (e la morte di Calvin McCann) a malattia mentale. Infine, l'editore fa notare che, in realtà, Charles non era l'ultimo discendente; un figlio illegittimo ancora esiste, l'editore stesso. Egli è andato a vivere a Chapelwaite, sperando di ripulire il nome della famiglia, ed evidenzia che, almeno su una cosa, Charles aveva ragione: "ci sono topi enormi nei muri".

### Secondo turno di notte (Graveyard Shift)
Hall, un giovane vagabondo, lavora in una fabbrica tessile fatiscente in una piccola città del Maine. Un giorno, il suo crudele caposquadra incarica lui e altri operai di svolgere una massiccia disinfestazione dei ratti che hanno infestato, nel corso di decenni, il seminterrato di una vecchia fabbrica abbandonata. Hall scende con il suo superiore e un collega nei sotterranei e scopre che i ratti hanno prosperato al punto da evolversi in creature mutanti di grandi dimensioni e dotate di un sistema autosufficiente. I tre arrivano fino a una "regina dei ratti" grande come una mucca, senza occhi e zampe, che ha come unico scopo quello di allevare all'infinito altri ratti. Hall usa il caposquadra come mezzo per distrarre la regina e tentare di fuggire, ma tutti e tre gli uomini vengono divorati vivi dagli animali. La squadra di operai rimasti in superficie, non vedendo i colleghi tornare, si preparano a scendere a loro volta.

### Risacca notturna (Night Surf)
In una notte d'agosto ad Anson Beach, nel New Hampshire, un gruppo di ex studenti universitari è sopravvissuto a un'epidemia causata da un virus chiamato A6, presumibilmente diffusosi dal Sud-est asiatico e responsabile dello sterminio della quasi totale umanità. I giovani sono sopravvissuti a un virus chiamato A2, che potrebbe garantire l'immunità al A6, e credono di essere tra i pochi umani vivi e immuni al mondo.
Il gruppo si imbatte in un uomo infetto delirante e morente e lo bruciano vivo su una pira come "sacrificio umano". Il narratore, Bernie, rievoca con malinconia la sua gioventù prima dell'avvento della malattia; un amico gli confida di aver contratto l'A6, al che Bernie ammette che tutti loro in realtà si stanno solo illudendo di essere immuni, e che probabilmente moriranno prima di Natale. 

### Io sono la porta (I Am the Doorway)
Dopo essere stato esposto a un mutageno alieno durante un volo spaziale verso Venere, l'ex astronauta paraplegico Arthur si rende conto di stare sviluppando agghiaccianti cambiamenti: le sue mani iniziano a prudere e sopra di essi compaiono piccoli bulbi oculari, che fungono da "porta" per una civiltà extraterrestre, con cui possono scrutare la Terra, da loro considerata un luogo temibile e pericoloso.
La presenza aliena inizia anche a prendere il controllo del corpo di Arthur, permettendogli di camminare e a usarlo per commettere omicidi. Nel tentativo di preservare la sua umanità, Arthur approfitta che le mani stiano "dormendo" per dare loro fuoco. Nonostante perda le appendici, per sette anni si rasserena al pensiero di aver scongiurato il pericolo, salvo poi scoprire che gli occhi gli stanno riapparendo sul petto; afferma quindi di aver intenzione di suicidarsi per impedire loro di uccidere ancora.

### Il compressore (The Mangler)
In una lavanderia, una dipendente muore brutalmente dopo essere stata trascinata nella macchina stiratrice. Il detective Hunton viene chiamato a indagare e un'inchiesta formale afferma che, date le misure di sicurezza in atto, era pressoché impossibile che l'incidente potesse avere luogo come invece è successo. Nei giorni seguenti si verificano alla fabbrica ulteriori incidenti: una tubazione si rompe ustionando con il vapore diversi lavoratori, e il caposquadra perde un braccio quando la stiratrice cerca di trascinarlo dentro il macchinario. Hunton viene a sapere che la pressa sembra essere dotata di vita propria e che gli incidenti hanno avuto inizio circa una settimana prima della morte della dipendente, quando una giovane operaia vergine si è ferita a un dito perdendo sangue sul macchinario.
Hunton parla degli avvenimenti con il suo amico Jackson, un professore di inglese interessato di occultismo, il quale ipotizza che il macchinario possa essere stato posseduto da un demone dopo aver assunto accidentalmente diversi ingredienti comunemente usati in rituali  (il sangue di una vergine; il sangue di pipistrello, da un pipistrello che si è annidato nella lavanderia decrepita; e uno zoccolo di cavallo da un contenitore di gelatina in un sacchetto per il pranzo). Hunton e Jakcon decidono di tentare di esorcizzare la macchina ma, durante il procedimento, scoprono che il macchinario ha assunto anche della belladonna, di conseguenza il rituale, invece di scacciare il demone, lo rafforza. La stiratrice si stacca dal pavimento e uccide Jackson, mettendo Hunton in fuga. Il poliziotto raggiunge la casa di un amico e lo prega di distruggere la macchina prima di perdere i sensi, ma subito dopo si scopre che il macchinario sta vagando per le strade in cerca di vittime da mietere.

### Il baubau (The Boogeyman)
Un uomo di nome Lester Billings accetta con riluttanza di andare nello studio di uno psichiatra per parlargli delle circostanze che hanno portato alla morte dei suoi tre figli piccoli nell'arco di diversi anni. 
Billings, un marito violento nei confronti della moglie, afferma che i primi due figli sono morti dopo essere stati lasciati soli nelle loro camerette durante la notte e che continuavano nominare il "baubau". Nonostante i loro decessi siano attribuiti dalle autorità rispettivamente a morte in culla e convulsioni, Lester si convince che siano in realtà stati uccisi dal baubau, a causa del macabro stato dei loro cadaveri e per il fatto che la porta dell'armadio nella stanza fosse stata trovata socchiusa al momento delle morti.
Un anno dopo la morte del secondogenito, Lester e la moglie hanno il loro terzo figlio e si trasferiscono in una nuova casa lontana dalla precedente. Dopo un anno trascorso senza incidenti, Lester e il figlio rimangono soli in casa e l'uomo percepisce il ritorno della forza malevola; temendo per la propria vita, Lester sacrifica il bambino lasciandolo appositamente solo la notte in una camera, sapendo che verrà attaccato e ucciso dal mostro. Lester convince poi la polizia che il piccolo sia morto rompendosi il collo cercando di uscire dalla culla.
Al termine del suo racconto, Lester fa per andarsene dallo studio dello psichiatra ma quest'ultimo rivela di essere stato il baubau per tutto il tempo.

### Materia grigia (Gray Matter)
A Bangor, nel Maine, un ragazzino entra in un minimarket chiedendo aiuto per suo padre, Richie Grenadine: in seguito a un incidente sul lavoro, Richie ha ottenuto un'indennità a vita per infortunio ed è diventato un recluso che passa tutto il suo tempo in casa a consumare birra economica. Si scopre che, qualche tempo prima, Richie ha consumato una birra "cattiva" (probabilmente contaminata con un agente mutageno non specificato) e da allora ha cominciato a mutare in una creatura mostruosa simile a un fungo gelatinoso gigante. Un gruppo di uomini del posto capisce che Richie ha iniziato a nutrirsi di esseri umani e decide di andare a casa sua per indagare; Henry, uno degli uomini, rimane indietro a cercare di uccidere la creatura sparandole, mentre gli altri scappano senza vedere l'esito dello scontro. Il narratore riconosce che l'essere sta per dividersi e che potrebbe arrivare a colonizzare il pianeta; torna al minimarket con gli amici, attendendo di scoprire chi sia sopravvissuto tra Henty e la creatura.

### Campo di battaglia (Battleground)
Renshaw è un killer professionista che torna dall'omicidio di un giocattolaio e trova un pacchetto ad aspettarlo in hotel. Il pacco contiene un G. I. Joe Vietnam Footlocker, speditogli dalla madre della vittima; i soldatini si rivelano vivi e iniziano ad attaccare Renshaw, sottomettendolo rapidamente. L'uomo pianifica quindi di fuggire dall'appartamento distruggendo i giocattoli con una bottiglia Molotov, ma innesca accidentalmente una scatola inclusa nel pacchetto contenente missili terra-aria e un'arma termonucleare, facendo esplodere l'intero appartamento e uccidendosi.

### Camion (Trucks)
Una misteriosa forza dà vita ai veicoli di grandi dimensioni, che cominciano a massacrare tutti gli esseri umani che trovano. Sei persone riescono a nascondersi in un diner situato in un'area di sosta degli Stati Uniti; se qualcuno cerca di fuggire, viene ucciso dai veicoli appostati fuori dall'edificio. Il gruppo ha acqua e viveri limitati, ma comincia a sperare di potersi salvare quando realizza che i camion stanno per esaurire il carburante. Attraverso il codice morse, i veicoli ordinano agli umani di rifornirli, con l'assicurazione che non verrà fatto torto a chi si occuperà dell'incarico; quando gli umani si rifiutano, arriva un bulldozer che distrugge gran parte del diner, lasciandoli privi di difesi. I tre superstiti sono costretti ad arrendersi e iniziano a darsi il turno per pompare benzina nelle migliaia di camion in attesa. Viene fatto intendere che ci sono solo due possibilità per il futuro: che il carburante finisca, portando i veicoli pesanti al deterioramento, oppure che gli esseri umani vengano schiavizzati dai camion e costretti a costruire nuovi veicoli e infinite distese di asfalto.

### A volte ritornano (Sometimes They Come Back)
L'insegnante liceale Jim Norman è rimasto profondamente traumatizzato quando, a nove anni, con il fratello dodicenne Wayne è stato aggredito da tre teppisti che hanno ucciso a coltellate Wayne. Da adulto, in seguito a una serie di altre disgrazie (la morte della madre per cancro, il ferimento della moglie Sally da un pirata della strada mai identificato e una crisi nervosa), trova un nuovo lavoro in una scuola. Viene però turbato quando, a distanza di svariati mesi, tre dei suoi studenti muoiono misteriosamente e il loro posto in classe viene occupato da tre nuovi ragazzi fisicamente identici ai delinquenti che hanno ucciso Wayne, i quali danno segni di riconoscerlo. 
Indagando, Jim scopre che gli assassini del fratello non erano mai stati arrestati perché morti poco dopo l'omicidio in un incidente stradale. Capisce quindi che i ragazzi sono in qualche modo tornati in vita per perseguitarlo e "finire il lavoro" di ucciderlo; realizza anche che era stati loro i responsabili dell'incidente avvenuto a Sally anni addietro. I tre ragazzi uccidono Sally causando un incidente stradale e Jim decide di chiudere i conti dando loro appuntamento nella scuola, di notte. Tramite un libro di occulto, Jim evoca un demone e si taglia gli indici come sacrificio di sangue, chiedendo che i criminali vengano uccisi definitivamente. Il demone assume l'aspetto di Wayne e porta le anime dei teppisti all'inferno, ma promette a Jim che potrebbe tornare a perseguitarlo in futuro.

### Primavera da fragole (Strawberry Spring)
Il 16 marzo 1968 ha inizio la cosiddetta "primavera di fragole", una sorta di estate di San Martino caratterizzata da fitte coltre di nebbie. Durante questo periodo, in un college del New England, un serial killer soprannominato "Springheel Jack" uccide brutalmente diverse studentesse. Uno degli studenti dell'istituto racconta la reazione della comunità universitaria, le voci contradditorie che si diffusero sulle vittime e le false piste seguite dalla polizia, tutte rivelatesi inconcludenti. 
Otto anni dopo, si verifica un'altra primavera di fragole e il serial killer torna a uccidere studentesse del collegio. Il narratore realizza di essere l'omicida, pur non conservando ricordi delle sue azioni.

### Il cornicione (The Ledge)
Stan Norris, un istruttore di tennis, viene affrontato dal ricco e crudele Cressner, in quanto quest'ultimo ha scoperto che Norris ha una relazione con sua moglie. Cressner rivela di aver intenzione di incastrare Stan per spaccio di eroina, affinché venga incarcerato e non possa rivedere più la sua amante, ma gli propone una scommessa: lascerà Norris libero di andarsene con la donna e con 20.000 dollari se riuscirà a camminare sul cornicione di tredici centimetri del grattacielo su cui si trovano. Norris è costretto ad accettare e riesce nell'impresa, nonostante le numerose difficoltà. Al suo rientro, Cressner lo sta aspettando con una guardia del corpo e gli rivela che, sebbene lo lascerà effettivamente andare con 20.000 dollari, aveva già fatto uccidere sua moglie prima ancora che la scommessa venisse messa in atto. Devastato, Norris mette fuori gioco la guardia del corpo di Cressner e lo minaccia con la pistola recuperata; nonostante i tentativi di Cressner di supplicarlo e di ricattarlo, Norris lo sottopone alla medesima scommessa, affermando che lo risparmierà solo se riuscirà a compiere un giro sul cornicione. Mentre aspetta, Norris fa intendere che ucciderà Cressner anche se dovesse vincere la scommessa.

### La falciatrice (The Lawnmower Man)
Dopo un incidente avvenuto durante la falciatura del suo prato, Harold Parkett trova sul giornale un annuncio per un servizio di taglio dell'erba e decide di accettarlo. Si presenta uno strano uomo e Harold rimane interdetto nel vedere che si nutre dell'erba appena tagliata da un tosaerba mostruoso che funziona da solo. L'uomo rivela di essere un fauno e che il suo capo è Pan; usano la copertura del servizio tagliaerba per garantirsi tributi, uccidendo come sacrifici i clienti che non apprezzano il lavoro. Harold cerca di chiamare la polizia, ma il fauno lo scopre e lo fa uccidere con il tosaerba. La polizia giunge alla conclusione che l'uomo sia stato ucciso da un maniaco sessuale schizofrenico.

### Quitters, Inc.
Dick Morrison, un fumatore incallito di mezza età, incontra casualmente Jimmy McCann, un suo vecchio compagno di college e collega in un'agenzia universitaria. Jimmy, in precedenza anche lui un fumatore, appare in ottima forma fisica e consiglia a Dick di rivolgersi a una misteriosa azienda chiamata Quitters, Inc. per perdere il vizio del fumo. Nonostante i dubbi dovuti alla segretezza pubblica dell'impresa, dopo un mese, in un momento di crisi lavorativa, Dick decide di accettare.
Alla Quitters, Inc., Dick incontra Victor Donatti, il suo consulente nel percorso per perdere il vizio del fumo. Donatti spiega che l'azienda era stata fondata da un boss mafioso del New Jersey, deceduto a causa di cancro ai polmoni per la sua dipendenza, il quale aveva deciso prima di morire di "aiutare gli altri a smettere". Donatti rivela ben presto a Dick che l'impresa si è occupata di scoprire tutte le informazioni rilevanti sulla sua famiglia e che il metodo per far smettere le persone di fumare è l'addestramento all'avversione: Dick verrà costantemente sorvegliato e, se dovesse essere sorpreso a fumare, sua moglie Cindy, il figlio e lui stesso verranno torturati con l'elettroshock e le percosse; inoltre, nel caso nemmeno in questo modo Dick dovesse perdere il vizio, verrebbe giustiziato con un colpo di pistola per assicurare che nessun cliente dell'azienda riprenda ufficialmente a fumare. Nonostante Dick vorrebbe tirarsi indietro, Donatti lo informa che, una volta iniziato il programma, è irreversibile.
Per diversi mesi Dick desiste dal fumare; un giorno cede brevemente alla tentazione e, di conseguenza, Cindy viene sottoposta per trenta secondi a una scossa elettrica di bassa potenza. Dick è costretto a spiegare alla moglie la situazione, ma inaspettatamente lei si dimostra comprensiva e solidale per la situazione, essendo felice che la Quitters, Inc. stia aiutando il marito con la sua dipendenza. Come conseguenza della perdita del vizio, Dick ingrassa e Donatti gli procura delle pillole dimagranti illegali per aiutarlo a raggiungere il peso forma, affermando che, in caso non dovesse mantenerlo, a Cindy verrebbe amputato il mignolo destro. Viene addebitato a Dick il costo della bolletta elettrica per la tortura subita dalla moglie, ma Cindy lo istiga a pagare senza lamentarsi. 
Un giorno, Dick incontra un suo conoscente dipendente dal fumo e gli consiglia di rivolgersi alla Quitters, Inc. Successivamente, Dick e Cindy incontrano Jimmy e sua moglie e Dick nota che a quest'ultima manca il mignolo destro.

### So di che cosa hai bisogno (I Know What You Need)
La popolare e attraente studentessa universitaria Elizabeth Rogan incontra l'emarginato sociale Ed Hamner, che la aiuta con un esame finale presentandole un foglio con le risposte corrette. Ed si mostra interessato a Elizabeth, ma lei lo informa di essere già fidanzata. Durante l'estate, il suo ragazzo muore in un bizzarro incidente stradale e, quando ricomincia l'università, si avvicina a Ed, il quale sembra riuscire a percepire e a soddisfare tutti i suoi bisogni e desideri. Alice, un'amica di Elizabeth, si insospettisce e assume un investigatore privato che indaghi su Ed. Informa Elizabeth che Ed è dotato di poteri extrasensoriali con i quali è riuscita a manipolarla. Elizabeth si introduce in casa di Ed e scopre che ha usato i suoi poteri e la magia nera per uccidere i suoi genitori, così da ereditare la loro ingente eredità; inoltre aveva frequentato la sua stessa classe in prima elementare e da allora si è ossessionato nei suoi confronti. Ha ucciso il suo fidanzato come aveva fatto con i genitori e ha realizzato una bambolina voodoo con le fattezze di Elizabeth usando una ciocca dei suoi capelli, che le aveva prelevato di nascosto da bambini.  
Elizabeth affronta Ed sulla sua scoperta e Ed la insulta dandole dell'ingrata, affermando di aver fatto tutto per lei, incluso l'omicidio del suo fidanzato. Sostiene di essere sempre stato svantaggiato nella vita, al contrario di Elizabeth. Nonostante i dubbi, lei trova la forza di prendere le distanze da lui e butta la bambola voodoo dalle sue fattezze in un fiume.

### I figli del grano (The Children of the Corn)
Burt e Vicky sono una coppia in crisi in viaggio nel tentativo di riparare il loro matrimonio. Mentre guidano nelle campagne del Nebraska, investono accidentalmente il corpo di un ragazzo e scoprono che qualcuno gli ha tagliato la gola. Guidano fino alla vicina cittadina di Gaitlin, che sembra stranamente abbandonata e coperta di elementi richiamanti piante di mais. Nonostante Vicky vorrebbe andarsene, percependo qualcosa di sinistro, Burt va a indagare in una chiesa; scopre che, dodici anni prima, i bambini del paese sono stati plagiati mentalmente da un culto pseudo-cristiano dedito alla venerazione di un'entità demoniaca chiamata "Colui che Cammina tra i Campi" e hanno ucciso tutti gli adulti, prendendo il controllo della città. Inoltre, tutti coloro che raggiungono i diciannove anni vengono sacrificati. 
La coppia viene aggredita dai bambini e ragazzi che popolano la città, i quali catturano Vicky. Burt scappa nei campi circostanti e si imbatte nel cadavere di Vicky, che è stata crocifissa e a cui sono stati cavati gli occhi; subito dopo, viene ucciso dall'entità.
In seguito, l'entità esprime delusione per il fallimento dei bambini nell'uccidere Burt, punendoli dicendo loro che "l'età del favore" sarà abbassata a diciotto anni. I ragazzi di quell'età vanno a morire nei campi dopo aver messo incinte alcune bambine per garantire la sopravvivenza del culto.

### L'ultimo piolo (The Last Rung on the Ladder)
Scritto dalla prospettiva di un uomo oppresso dal rimorso e dispiaciuto dopo aver scoperto che la sorella si è suicidata. Racconta di un giorno, molto tempo fa, quando i due erano bambini, mentre giocavano nel fienile. Facevano un gioco in cui a turno si arrampicavano sulla cima di una scala molto alta, per poi lasciarsi cadere su un mucchio di fieno. Durante uno dei turni della sorella, la vecchia scala si ruppe improvvisamente, lasciando la sorella penzolante sull'ultimo piolo della scala. Tentò di ammucchiare abbastanza fieno da attutirne la caduta e salvarle la vita, e resta stupito della fede che lei ripone in lui. Racconta di come negli anni successivi lui l'abbia trascurata, e di quanto era sempre occupato per non badare ai suoi bisogni. La storia termina appena legge l'ultima sua lettera scritta due settimane prima di gettarsi da un palazzo; in quella lettera scopriva quanto disperatamente lei avesse bisogno che lui la salvasse ancora una volta.

### L'uomo che amava i fiori (The Man Who Loved Flowers)
Una sera di maggio del 1963, un giovane uomo con le mani in tasca camminava di fretta per la Terza Avenue a New York. L'aria era fresca, il cielo si stava oscurando passando dal blu al violetto. Ci sono persone che amano la città, e questa era una di quelle sere che te la fa adorare. Tutti quelli in piedi fuori da salumerie, negozi e ristoranti sembravano sorridere. La descrizione dell'ambiente contribuisce a dare l'idea di un'atmosfera magica e rarefatta, resa quasi innaturale da tanta perfezione. Un'anziana signora portava due borse della spesa in una carrozzina sorridendo all'uomo e salutandolo: "Ciao, bello!". Il ragazzo le sorride e solleva una mano. Acquista dei fiori per una certa ragazza; ma la storia diventa di colpo terribile, scopriamo infatti che le intenzioni del giovane non sono affatto quelle che c'eravamo immaginati.
Infatti arrivato in un vicolo vede una ragazza. Ha un tuffo al cuore e le porge i fiori, ma poi, accorgendosi che non è Norma, la sua amata, una ragazza morta dieci anni prima, estrae il martello e la uccide, così come aveva già fatto precedentemente altre cinque volte, sempre per lo stesso motivo. Con la stessa aria sognante di prima ricomincia a camminare nel tepore della notte, sapendo che il sangue sui suoi vestiti non si noterà al buio e che nessuno lo incolperà mai di quell'omicidio.

### Il bicchiere della staffa (One for the Road)
Questa storia viene raccontata da un uomo anziano, un abitante di un piccolo paese del New England nei pressi di Salem's Lot. Descrive gli eventi successi un inverno di nove anni prima, durante una furiosa tempesta di neve, quando lui e il suo amico, Tookey, tentarono di salvare la famiglia di un automobilista in pericolo. Invece, riuscirono solo a salvare se stessi dalla moglie e dalla figlia dell'uomo, trasformate in vampiri. È interessante infine leggere come l'anziano invita chiunque ne avesse voglia ad andare a bere un bicchiere nel vecchio bar di Tookey, ma fatto ciò, invita chiunque a rimettersi subito in marcia perché a quanto ne sa c'è ancora una bambina che aspetta il bacio della buonanotte.

### La donna nella stanza (The Woman in the Room)
Narrato in prima persona da un uomo attanagliato dal rimorso e dal dolore, lo straziante racconto descrive la sua decisione di applicare l'eutanasia sulla madre malata terminale di cancro per alleviarle la sofferenza, somministrandole di nascosto una dose letale dei suoi stessi sonniferi.

## Collegamenti ad altre opere
Alcuni dei racconti furono la base su cui l'autore sviluppò poi dei romanzi:
- Jerusalem's Lot verrà seguito successivamente dal romanzo Le notti di Salem.
- Risacca notturna è la base del futuro romanzo L'ombra dello scorpione. King lo scrisse a diciannove anni, quando non si sentiva ancora pronto per farne un romanzo.[1]

## Adattamenti cinematografici
Con la pubblicazione di A volte ritornano e la crescita della popolarità di King come autore di best seller, e anche con il successo dell'adattamento di Brian DePalma del libro Carrie (1976), gli studenti di cinematografia iniziarono a fare offerte a King per girare adattamenti TV delle storie apparse in questa collezione. King creò una policy secondo la quale gli studenti potevano girare quello che volevano al simbolico costo di 1 dollaro.
Negli anni ottanta, il produttore Milton Suborsky acquistò i diritti di sei delle storie con l'idea di produrre in futuro film per la televisione e un'antologia basata su molte storie. Nonostante Suborsky fu coinvolto in molti adattamenti la serie tv non fu mai prodotta.
In seguito vi furono numerosi adattamenti dalle storie contenute in A volte ritornano:

### Film per il cinema
- Grano rosso sangue - Children of the Corn (1984) Hal Roach Studios, Inc. diretto da Fritz Kiersch
- L'occhio del gatto (1985) Dino De Laurentiis Productions / MGM/UA diretto da Lewis Teague (adattamento di Quitter's Inc. e Il cornicione)
- Brivido (basato su Camion) (1986) De Laurentiis Entertainment Group (DEG) diretto da Stephen King
- La creatura del cimitero (1990) Paramount Pictures diretto da Ralph S. Singleton (basato su Secondo turno di notte)
- Il tagliaerbe (1992) New Line Cinema diretto da Brett Leonard
- The Mangler - La macchina infernale (1995) New Line Cinema diretto da Tobe Hooper
- A volte ritornano (1991) Vidmark Entertainment diretto da Tom McLoughlin
- The Boogeyman (2023) diretto da Rob Savage. La pellicola è l'adattamento cinematografico del racconto Il baubau

### Film per la TV
- Camion (1997) USA Pictures diretto da Chris Thomson
- Campi insanguinati (2009) Children of the Corn Productions e Planet Productions diretto da Donald P. Borchers

### Cortometraggi degli studenti
- The Boogyman (1982) diretto da Jeff Schiro
- I discepoli del corvo (basato su I figli del grano) (1983) diretto da John Woodward
- La donna nella stanza (1983) diretto da Frank Darabont
- L'ultimo piolo (1987) diretto da James Cole e Daniel Thron
- La falciatrice (1987) diretto da Jim Gonis
- Risacca Notturna (2001) diretto da Peter Sullivan
- Primavera da fragole (2001) diretto da Doveed Linder
- Io so di cosa hai bisogno (2004) diretto da Shawn S. Lealos
- La Femme Dans la Chambre (La donna nella stanza) (2005) diretto da Damien Maric

## Edizioni
- Stephen King, A volte ritornano, traduzione di Hilia Brinis, Milano, Sonzogno, 1981, SBN SBL0310291.